# 白音巨流河
白音巨流河，也作广兴堡河、腾格勒郭勒，位于中华人民共和国内蒙古自治区通辽市扎鲁特旗的一条河流，是乌力吉木伦河左岸支流，发源于格日朝鲁苏木巴彦宝力皋嘎查以西的石砬子山东南坡，蜿蜒向东南流经敖包艾里嘎查、塔拉艾里嘎查、芒哈图嘎查、鲁北镇中村堡村、鸽子山村、小河西水库、香山镇小河西村、广兴堡村、河东村、香山农场、查布嘎图苏木北乌嘎拉吉嘎查、中乌嘎拉吉嘎查、南乌嘎拉吉嘎查等地，于苏木驻地查布嘎图嘎查转东流，过保安村后汇入乌力吉木伦河。河流全长102千米，流域面积1648.7平方千米，河道平均比降6‰，年均径流量0.21亿立方米。在香山农场以下河段河槽逐渐不明显，旱季消失在低地沼泽中。